# AK-modellen
AK-modellen för ekonomisk tillväxt är en endogen tillväxtmodell som används i teorin om ekonomisk tillväxt, ett underområde inom modern makroekonomi. På 1980-talet blev det allt tydligare att de neoklassiska standardmodellerna för exogen tillväxt teoretiskt sett var otillfredsställande som verktyg för att utforska långsiktig tillväxt, eftersom dessa modeller förutspådde ekonomier utan teknologisk förändring och att de därmed så småningom skulle konvergera mot ett stabilt tillstånd, så kallat steady state, med noll tillväxt per capita. En grundläggande orsak till detta är den minskande avkastningen på kapital; den viktigaste egenskapen hos AK:s endogena tillväxtmodell är avsaknaden av minskande avkastning på kapital. Istället för den minskande avkastningen på kapital som antyds av de vanliga parametriseringarna av en Cobb-Douglasproduktionsfunktion, använder AK-modellen en linjär modell där produktionen är en linjär funktion av kapitalet. Dess förekomst i de flesta läroböcker är för att introducera teorin om endogen tillväxt.

## Grafisk representation av modellen
AK-modellens produktionsfunktion är ett specialfall av en Cobb-Douglas-funktion med konstant skalavkastning.
{\displaystyle Y=AK^{a}L^{1-a}\,}
Denna ekvation visar en Cobb-Douglas -funktion där Y representerar den totala produktionen i en ekonomi. A representerar total faktorproduktivitet, K är kapital, L är arbetskraft och parametern {\displaystyle a} mäter kapitalets produktionselasticitet. För det speciella fallet där {\displaystyle a=1}, blir produktionsfunktionen linjär i kapital och har inte egenskapen att minska skalavkastningen i kapitalstocken, vilket skulle gälla för alla andra värden på kapitalintensiteten mellan 0 och 1.
{\displaystyle n} = befolkningstillväxttakt
{\displaystyle \delta \ } = avskrivningar
{\displaystyle k} = kapital per arbetare
{\displaystyle y} = produktion/inkomst per arbetare
{\displaystyle L} = arbetskraft
{\displaystyle s} = sparandegrad
I en alternativ form {\displaystyle Y=AK}, {\displaystyle K} förkroppsligar både fysiskt kapital och humankapital.
{\displaystyle Y=AK\,}
I ovanstående ekvation är A teknologinivån, vilket är en positiv konstant, och K representerar kapitalvolymen. Därför är produktionen per capita:
{\displaystyle {\frac {Y}{L}}=A\cdot {\frac {K}{L}}} dvs. {\displaystyle y=Ak}
Modellen antar implicit att den genomsnittliga kapitalprodukten är lika med kapitalets marginalprodukt, vilket motsvarar:
{\displaystyle A>0}
Modellen antar återigen att arbetskraften växer med en konstant takt 'n' och att det inte sker någon kapitalavskrivning. (δ = 0) I detta fall skulle den grundläggande differentialekvationen för den neoklassiska tillväxtmodellen vara:
{\displaystyle k(t)=s\cdot f(k)-nk}
Därför, {\displaystyle {\frac {k(t)}{k}}=s\cdot {\frac {f(k)}{k}}-n}
Men i modellen {\displaystyle {\frac {f(k)}{k}}=A}
Således, {\displaystyle {\frac {k(t)}{k}}=s\cdot A-n}

## Den enade strategin för modellen
För att undvika motsägelserna föreslog den ryske ekonomen Vladimir Pokrovskij att skriva produktionsfunktionen i den enhetliga formen
{\displaystyle Y={\begin{cases}\xi K,&\xi >0\\Y_{0}{\frac {L}{L_{0}}}\left({\frac {L_{0}}{L}}{\frac {P}{P_{0}}}\right)^{\alpha },&0<\alpha <1\end{cases}}}
där {\displaystyle P} är en kapitalavskiljning; {\displaystyle Y_{0}}, {\displaystyle L_{0}} och {\displaystyle P_{0}} motsvarar produktion, arbetskraft och ersättningsarbete under basåret. Denna form av teorin förklarar tillväxt som en konsekvens av produktionsfaktorernas dynamik, utan godtyckliga parametrar, vilket gör det möjligt att reproducera historiska ekonomiska tillväxttakter med avsevärd precision.